# رامن
الرامن (باليابانية: ラーメン) هو طبق ذو شعبية كبيرة في اليابان. وهو نوع من حساء المعكرونة. تحضر في مرق اللحم أو السمك وتكون بطعم صلصة الصويا أو الميسو، كما تضاف إليها شرائح من لحم الخنزير أو الدجاج، أو الطحالب البحرية المجففة، أو البصل الأخضر، أو الذرة. الأكلة متواجدة تقريباً في كل مناطق اليابان، وكل منطقة لها طرق مختلفة قليلاً في تحضير هذه الوجبة. يمكن شراء الوجبة أيضاً عن طريق آلات البيع في اليابان. أصل نشأة الرامن غير واضح. بعض المصادر تقول أنه نشأ في الصين. وتقول مصادر أخرى أنه اخترع في اليابان في أوائل القرن العشرين.

## التاريخ

### الاصل
الرامن هو النسخة اليابانية  المعدلة من نودلز القمح الصينية. تقول إحدى النظريات ان الرامن قُدم في اليابان لأول مرة في ستينيات القرن السادس عشر من قبل العالم الصيني الكنفوشي Zhu Shunsui الذي كان يعمل مستشاراً لتوكوغاوا ميتسوكوني، بعدما أصبح لاجيء في اليابان هربا من حكم مانشو، بذلك أصبح ميتسوكوني أول من تناول الرامن في اليابان. مع ان معظم المؤرخين يعتبرون هذه النظرية خرافة. النظرية الأكثر منطقية تقول ان الرامن تم تقديمه من قبل المهاجرين الصينيين في اواخر القرن التاسع عشر أو اوائل القرن العشرين في الحي الصيني في يوكاهاما. بناء على سجلات متحف الرامن في يوكوهاما، نشأ الرامن في الصين ثم شق طريقه لليابان عام 1859. أول نسخة منه كانت عبارة عن نودلز القمح بالمرق مع لحم الخنزير المشوي على الطريقة الصينية.

### اصل الكلمة
كلمة رامن هي النسخة اليابانية من الكلمة الصينية لاميان lamian 拉麵. عام 1910 افتتح أول محل رامن كان اسمه RAIRAIKEN 来々軒 في اساكوسا في طوكيو، وظف المالك الياباني ان ذاك 12 شخص كانتوني للطهي من الحي الصيني في يوكاهاما وقدم الرامن للزبائن اليابانيين ، حتى عام 1950 أطلق على الرامن اسم 中華そば شيناسوبا أو الحساء الصيني. اليوم يطلق عليها اما اسم الشيكوسوبا 支那そば والتي تحمل نفس المعنى، أي الحساء الصيني أو ラーメンو التي تعني رامن وهو الاسم الأكثر شيوعا، تم الاستغناء عن المقطع الأول 支那 والذي يعني الصين.

### الظهور الأول
بحلول عام 1900، قدمت المطاعم التي كانت تقدم الطعام الصيني طبق جديد بسيط مكون من النودلز المقطع بدل الطويل مع القليل من الإضافات، ومرق بنكهة الملح وعظم الخنزير. كان الكثير من الصينيين الذين يجرون عربات الطعام والاكشاك يبيعون الرامن الدمبلنغز dumplings والغيوزا gyōza للعمال. بمنتصف القرن العشرين استخدمت الاكشاك نوع من الابواق الموسيقية チャルメラ الشاروميرا، للترويج والدعاية، ما زالت هذه الاداة مستخدمة من قبل الباعة الذين يستخدمون الابواق في أكشاكهم في اليابان. مع بداية فترة الشووا Shōwa أصبح الرامن من أكثر الاكلات المطلوبة في المطاعم. وفقا لخبير الرامن هيروشي اوساكي، افتتح أول محل للرامن في يوكوهاما عام 1910.

### ما بعد الحرب
بعد هزيمة اليابان بالحرب العالمية الثانية احتل الجيش الامريكي البلاد من عام 1945 إلى 1952، في ديسمبر عام 1945 سجلت اليابان اسوا حصاد للارز منذ 42 سنة. ما سبب نقص في الغذاء في جميع انحاء البلاد، كما ان اليابان كانت قد خفضن انتاجها خلال الحرب وحولت الإنتاج للمستعمرات في كل من الصين وتايوان ما زاد الامر سوء لذلك اغرقت امريكا السوق بدقيق القمح للتعامل مع حالة نقص الغذاء. من عام 1948 وحتى 1951 زاد استهلاك الخبز باليابان من 262,121 إلى 611,784 طن، ولكن شق القمح طريقه للرامن الذي يتناوله معضم اليابانيين في السوق السوداء للبقاء على قيد الحياه عندما كان نظام توزيع الطعام الحكومي يتاخر قرابة 20 يوم عن المقرر له. مع ذلك تمكن الامريكان من الحفاظ على المنع الذي فُرض على بيع الطعام في الخارج خلال فترة الحرب. لكن الطحين كان يتحول بالسر من المطاحن التجارية إلى السوق السوداء، حيث كانت 90٪ من الاكشاك تحت سيطرة رجال العصابات المعروفة محليا بالياكوزا yakuza، الذين كانوا يبتزون اصحاب الاكشاك وياخذون منهم المال مقابل الحماية. خلال الاحتلال اعُتقل الكثير من بائعي الرامن. في نفس الفترة ملايين الجنود اليابانيين عادوا من الصين وشرق اسيا من مواقعهم خلال الحرب الصينية اليابانية الثانية إلى اليابان، بعض هؤلاء كانوا على معرفة بنودلز القمح. خلال عام 1950 تمت ازالة الضوابط المفروضة على تبادل القمح وخفضت القيود المفروضة على بيع الطعام، مما ادى إلى تزايد عدد بائعي الرامن، حتى ان الشركات الخاصة استاجرت الياتاي yatai ووهي خيام تحتوي على عدة تحضير الرامن. هذا الياتاي رامن وفر فرصة نادرة لرواد الأعمال الصغار بعد الحرب. لقد روج الامريكان أيضا إلى فوائد القمح والبروتين الحيواني ما زاد الطلب على الرامن، بذلك ادت جميع هذه العوامل إلى اكتساب الرامن مكانة كبيرة في المطبخ الياباني والذي كان يعتمد على الارز، كما أصبح مرتبطا بالحياة الحضارية.

## الانواع
يوجد مجموعة متنوعة من الرامن في اليابان مع اختلافات تتحدد حسب المنطقة الجغرافية والبائع، هذه الانواع جميعها تتشارك باسم واحد وهو الرامن. يمكن ان يتم تصنيف الرامن بناء على مكونين رئيسيين هما النودلز والمرق أو الحساء

### النودلز
معظم أنواع النودلز مصنوعة من اربع مكونات رئيسية: طحين القمح، الملح، الماء و الكانزويかん水 وهو عبارة عن مياه قلوية معدنية تحتوي على كربونات الصوديوم واحيانا كربونات البوتاسيوم وحمض الفسفور. على الرغم من ان نودلز الرامن ونودلز الاودون مكونان من نفس المكونات الا انهما نوعان مختلفان. يعد الكانزوي المكون المميز في نودلز الرامن، يرجع اصله إلى منغوليا الداخلية، حيث توجد بحيرات تحتوي كميات كبيرة من هذه المياه المعدنية، والتي يقال ان مياهها مثاليه لصنع هذا النوع من النودلز. صنع النودلز مع الكانزوي يكسبها لون اصفر وقوام صلب. البيض يمكن ان يكون بديل للكانزوي، كما تصنع بعض النودلز بدون البيض أو الكانزوي، والتي تستخدم فقط بالياكيسوبا yakisoba ، لان قوامها ضعيف وأكثر عرضه لامتصاص السوائل ما يجعلها رخوة ومنتفخة. ياتي الرامن باطوال واشكال مختلفة ممكن ان تكون سميكة، رفيعة، مجعدة وغيرها من الاشكال. تقليديا يصنع نودلز الرامن يدويا، لكن مع تزايد شعبيته بدات العديد من محلات الرامن توظف قدرات داخلية لصناعة النودلز الطازج لمواكبة الطلب المتزايد وتحسين الجودة. الات صنع الرامن الاوتوماتيكية والتي تحاكي طرق صنع الرامن اليدوية كانت متوفرة منذ منتصف القرن العشرين وكانت تصنع في المصانع اليابانية ك Yamato MFG وغيرها.

### الحساء
يصنع حساء الرامن عادة من مرق الدجاج أو الخنزير المخلوط مع تشكيلة من المكونات مثل: اعشاب البحر الطويلة kombu، رقائق التونا katsuobushi، السردين الصغير المجفف niboshi، عظام البقر، عظام الخنزير، فطر الشيتاكي shiitake والبصل. بعض النسخ الحديثة قد تصنع من مرق الخضار وتضاف صلصة التاري Tare للمرق خلال عمل الحساء.
- التونكوتسو Tonkotsu 豚骨او عظم الخنزير: هو حساء يكون لونه ابيض صافي شبه شفاف يشبه البايتانغ baitang 白湯 الصيني، هذا المرق مرق كثيف يصنع بغلي عظام الخنزير، الدهون والكولاجين على نار عالية لساعات طويلة، مما يؤدي إلى غمر المرق بنكهة الخنزير القوية ويكسبه تركيبة كريمية تشبه قوام الحليب والزبدة اعتمادا على المحل الذي صنع به. على الرغم من انه نوع من أنواع الحساء البسيطة الا ان البعض يعتبره رامن بفئة نكهة مميزة.[29]

## النكهات

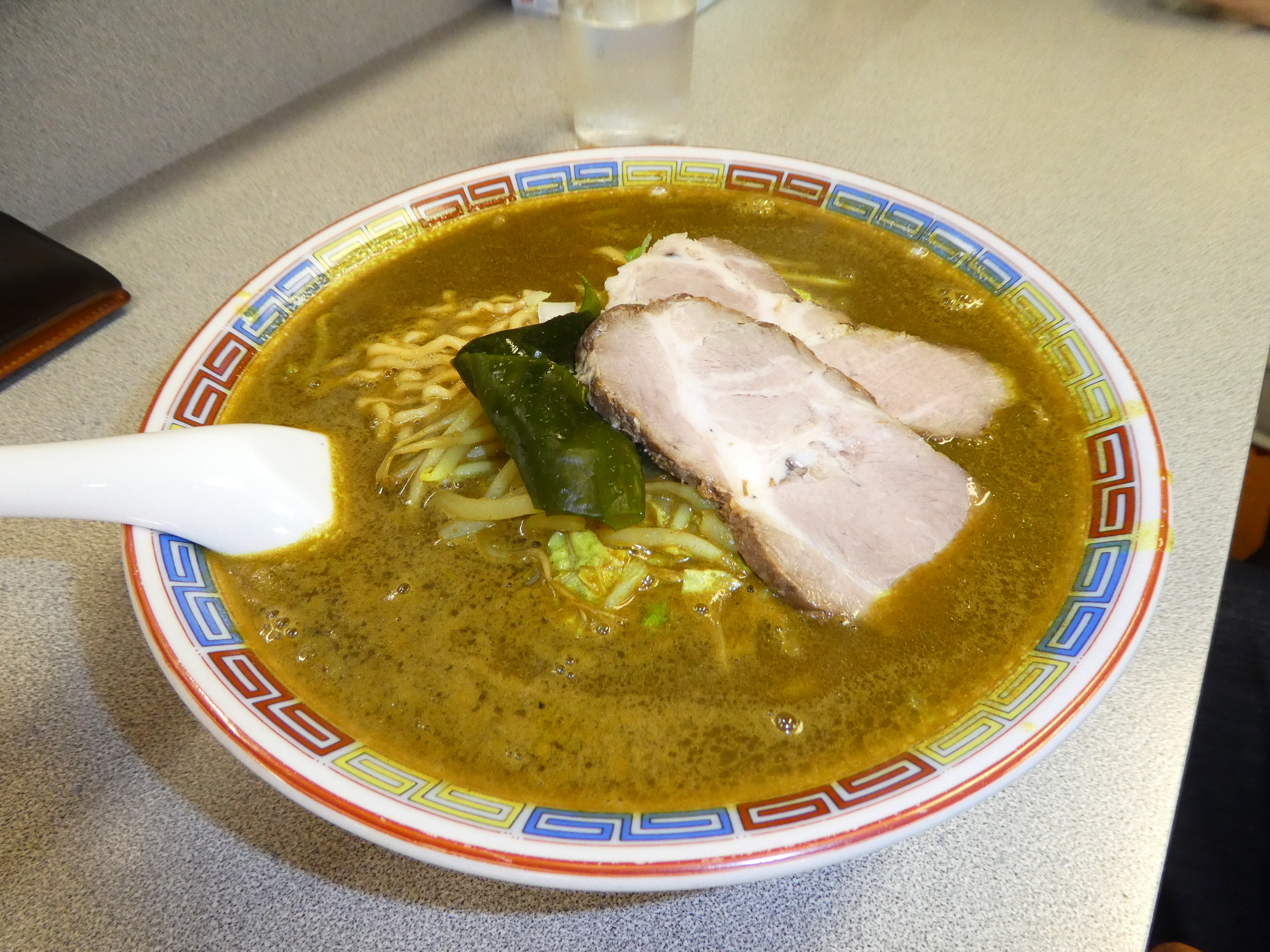
رامن الكاري

- نكهة الميسو 味噌
- نكهة الشويو 醤油 أي صلة الصويا
- نكهة الشوي 塩 أي الملح
- نكهة الكاري カレー

## الاضافات
بعد تجهيز الرامن الاساسي، يمكن تتبيله وتبهيره وإضافة بعض الاضافات التالية:
- شرائح لحم الخنزير المشوي أو المطهو ببطء
- بصل اخضر
- اوراق الخردل المتبلة والمخللة
- بيض مسلوق
- براعم الفاصولياء
- براعم الخيزران المخمرة / ساق البامبو

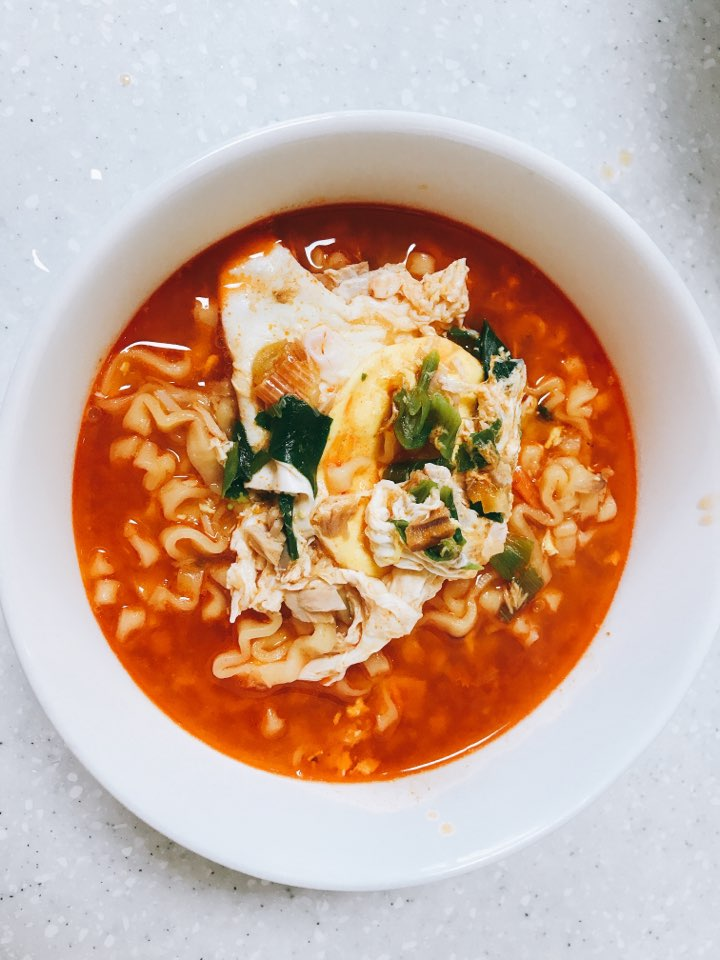
الرامن الكوري

- لحم الخنزير المقطع
- الرامن الكوريالطحالب البحرية المجففة Nori
- معجون السمك narutomaki / Kamaboko
- حبار
- برقوق/ مخلل الخوخ
- ذرة
- زبدة
- طحالب واكامي Wakame
- زيت الزيتون أو زيت السمسم
- صلصة الصويا
- أنواع أخرى من الخضار